# تموغه (ميره ديه سقز)
قرية تموغه (بالكردية: تەمۆغە) هي إحدى القرى التابعة لـمیره دیه في ريف قسم مركزي من مقاطعة سقز، في محافظة كردستان الإيرانية.

## السكان
حسب إحصاءات سنة 2006، بلغ إجمالي السكان في تموغه 277 نسمة وعدد المساكن 45 مسكن. لغة سكان تموغه هي اللغة الكردية و هم من أهل السنة والجماعة والمذهب الشافعي.